# Tibetima char
Espèce
Tibetima char est une espèce d'araignées aranéomorphes de la famille des Palpimanidae.

## Distribution
Cette espèce est endémique du Tibet en Chine,. Elle se rencontre dans le xian de Mainling.

## Description
Le mâle holotype mesure 5,06 mm.

## Étymologie
Son nom d'espèce lui a été donné en référence à Char Aznable.

## Publication originale
- Lin & Li, 2020 : « Tibetima gen. nov., a new genus of palpimanid spiders from Tibet, China (Araneae, Palpimanidae). » Acta Arachnologica Sinica, vol. 29, no 2, p. 85-88.